# Liste des gouvernements de la république démocratique du Congo
 (novembre 2023).
Si vous disposez d'ouvrages ou d'articles de référence ou si vous connaissez des sites web de qualité traitant du thème abordé ici, merci de compléter l'article en donnant les références utiles à sa vérifiabilité et en les liant à la section « Notes et références ».
Cet article présente une liste des gouvernements de la république démocratique du Congo depuis sa création en 1960. Sept gouvernements se sont succédé durant la première république, et vingt-quatre durant la seconde, sans compter les remaniements. La Troisième République en compte déjà plus que la première.

## Liste
| Gouvernement                                    | Premier ministre ou équivalent                                           | Appartenance politique               | Début du mandat   | Fin du mandat     |
| ----------------------------------------------- | ------------------------------------------------------------------------ | ------------------------------------ | ----------------- | ----------------- |
| Première République (1960-1965)                 |                                                                          |                                      |                   |                   |
| Présidence de Joseph Kasa-Vubu (1960-1965)      |                                                                          |                                      |                   |                   |
| Gouvernement Lumumba                            | Patrice Lumumba                                                          | MNC                                  | 30 juin 1960      | 12 septembre 1960 |
| Gouvernement Iléo                               | Joseph Iléo                                                              | MNC-Kalonji Conscience africaine     | 12 septembre 1960 | 19 septembre 1960 |
| Collège des commissaires généraux               | Justin Bomboko                                                           | UNIMO                                | 19 septembre 1960 | 9 février 1961    |
| Gouvernement Iléo II                            | Joseph Iléo                                                              | MNC-Kalonji Conscience africaine     | 9 février 1961    | 2 août 1961       |
| Gouvernement Adoula                             | Cyrille Adoula                                                           | -                                    | 2 août 1961       | 10 juillet 1962   |
| - Remaniement                                   |                                                                          |                                      | 11 juillet 1962   | 18 avril 1963     |
| - Remaniement                                   |                                                                          |                                      | 18 avril 1963     | 10 juillet 1964   |
| Gouvernement Tshombe                            | Moïse Tshombe                                                            | CONAKAT                              | 10 juillet 1964   | 18 octobre 1965   |
| Gouvernement Kimba                              | Évariste Kimba                                                           | BALUBAKAT                            | 18 octobre 1965   | 28 novembre 1965  |
| Deuxième République (1965-1997)                 |                                                                          |                                      |                   |                   |
| Présidence de Joseph-Désiré Mobutu (1965-1997)  |                                                                          |                                      |                   |                   |
| Gouvernement Mulamba                            | Léonard Mulamba                                                          | -                                    | 28 novembre 1965  | 25 octobre 1966   |
| Conseil exécutif                                | -                                                                        | -                                    | 25 octobre 1966   | 17 décembre 1966  |
| - Remaniement                                   |                                                                          |                                      | 17 décembre 1966  | 5 octobre 1967    |
| - Remaniement                                   |                                                                          |                                      | 5 octobre 1967    | 16 août 1968      |
| - Remaniement                                   |                                                                          |                                      | 16 août 1968      | 5 mars 1969       |
| - Remaniement                                   |                                                                          |                                      | 5 mars 1969       | 1er août 1969     |
| - Remaniement                                   |                                                                          |                                      | 11 juillet 1962   | 18 avril 1963     |
| - Remaniement                                   |                                                                          |                                      | 11 juillet 1962   | 18 avril 1963     |
| Conseil exécutif                                | Mpinga Kasenda                                                           | MPR                                  | 6 juillet 1977    | 6 mars 1979       |
| Conseil exécutif                                | Bo-Boliko Lokonga Mihambo                                                | MPR                                  | 6 mars 1979       | 27 août 1980      |
| Conseil exécutif                                | Jean Nguza Karl-I-Bond                                                   | MPR                                  | 27 août 1980      | 23 avril 1981     |
| Conseil exécutif                                | Joseph Untube N'singa Udjuu                                              | MPR                                  | 23 avril 1981     | 5 novembre 1982   |
| Conseil exécutif                                | Kengo Wa Dondo                                                           | MPR                                  | 5 novembre 1982   | 31 octobre 1986   |
| Conseil exécutif                                | -                                                                        | -                                    | 31 octobre 1986   | 27 janvier 1987   |
| Conseil exécutif                                | Mabi Mulumba                                                             | MPR                                  | 27 janvier 1987   | 7 mars 1988       |
| Conseil exécutif                                | Sambwa Pida Nbangui                                                      | MPR                                  | 7 mars 1988       | 26 novembre 1988  |
| Conseil exécutif                                | Kengo wa Dondo                                                           | MPR                                  | 26 novembre 1988  | 4 mai 1990        |
| Gouvernement Lunda Bululu                       | Vincent de Paul Lunda Bululu                                             | MPR                                  | 4 mai 1990        | 1er avril 1991    |
| Gouvernement Lukoji                             | Mulumba Lukoji                                                           | MPR                                  | 1er avril 1991    | 29 septembre 1991 |
| Gouvernement Tshisekedi I                       | Étienne Tshisekedi                                                       | UDPS                                 | 29 septembre 1991 | 1er novembre 1991 |
| Gouvernement Mungul Diaka                       | Bernardin Mungul Diaka                                                   | RDR                                  | 1er novembre 1991 | 25 novembre 1991  |
| Gouvernement Nguza                              | Jean Nguza Karl-I-Bond                                                   | UFERI                                | 25 novembre 1991  | 15 août 1992      |
| Gouvernement Tshisekedi II                      | Étienne Tshisekedi                                                       | UDPS                                 | 15 août 1992      | 18 mars 1993      |
| Gouvernement Birindwa                           | Faustin Birindwa                                                         | UDPS                                 | 18 mars 1993      | 14 janvier 1994   |
| -                                               | -                                                                        | -                                    | 14 janvier 1994   | 6 juillet 1994    |
| Gouvernement Kengo                              | Kengo Wa Dondo                                                           | UDI                                  | 6 juillet 1994    | 26 février 1996   |
| - Remaniement                                   |                                                                          |                                      | 26 février 1996   | 24 décembre 1996  |
| - Remaniement                                   |                                                                          |                                      | 24 décembre 1996  | 2 avril 1997      |
| Gouvernement Tshisekedi III                     | Étienne Tshisekedi                                                       | UDPS                                 | 2 avril 1997      | 9 avril 1997      |
| Gouvernement de salut national                  | Norbert Likulia Bolongo                                                  | -                                    | 9 avril 1997      | 19 mai 1997       |
| Gouvernement de salut public (1997-2003)        |                                                                          |                                      |                   |                   |
| Présidence de Laurent-Désiré Kabila (1997-2001) |                                                                          |                                      |                   |                   |
| Gouvernement de salut public                    | -                                                                        | -                                    | 22 mai 1997       | 8 juin 1997       |
| - Remaniement                                   |                                                                          |                                      | 8 juin 1997       | juillet 1997      |
| - Remaniement                                   |                                                                          |                                      | juillet 1997      | 4 janvier 1998    |
| - Remaniement                                   |                                                                          |                                      | 4 janvier 1998    | 15 mars 1999      |
| - Remaniement                                   |                                                                          |                                      | 15 mars 1999      | janvier 2001      |
| Présidence de Joseph Kabila (2001-2003)         |                                                                          |                                      |                   |                   |
| Gouvernement de salut public                    | -                                                                        | -                                    | janvier 2001      | 30 juin 2003      |
| Gouvernement de transition (2003-2006)          |                                                                          |                                      |                   |                   |
| Présidence de Joseph Kabila (2003-2006)         |                                                                          |                                      |                   |                   |
| Gouvernement de transition                      | Jean-Pierre Bemba Azarias Ruberwa Abdoulaye Yerodia Arthur Z'ahidi Ngoma | MLC RCD PPRD Opposition démocratique | 30 juin 2003      | 11 juillet 2004   |
| - Remaniement                                   |                                                                          |                                      | 11 juillet 2004   | 3 janvier 2005    |
| - Remaniement                                   |                                                                          |                                      | 3 janvier 2005    | 17 février 2005   |
| - Remaniement                                   |                                                                          |                                      | 17 février 2005   | 18 novembre 2005  |
| - Remaniement                                   |                                                                          |                                      | 18 novembre 2005  | 24 mars 2006      |
| - Remaniement                                   |                                                                          |                                      | 24 mars 2006      | 10 octobre 2006   |
| - Remaniement                                   |                                                                          |                                      | 10 octobre 2006   | 6 décembre 2006   |
| Troisième République (depuis 2006)              |                                                                          |                                      |                   |                   |
| Présidence de Joseph Kabila (2006- 2018)        |                                                                          |                                      |                   |                   |
| Gouvernement Gizenga                            | Antoine Gizenga                                                          | AMP/PALU                             | 5 février 2007    | 27 novembre 2007  |
| - Remaniement                                   |                                                                          |                                      | 27 novembre 2007  | 26 octobre 2008   |
| Gouvernement Muzito                             | Adolphe Muzito                                                           | AMP/PALU                             | 26 octobre 2008   | 19 février 2010   |
| - Remaniement                                   |                                                                          |                                      | 19 février 2010   | 11 septembre 2011 |
| - Remaniement                                   |                                                                          |                                      | 11 septembre 2011 | 6 avril 2012      |
| Gouvernement Matata                             | Augustin Matata Ponyo                                                    | PPRD                                 | 28 avril 2012     | 7 décembre 2014   |
| - Remaniement                                   | Augustin Matata Ponyo                                                    | PPRD                                 | 7 décembre 2014   | 14 novembre 2016  |
| Gouvernement Badibanga                          | Samy Badibanga                                                           | indépendant                          | 22 décembre 2016  | 7 avril 2017      |
| Gouvernement Tshibala                           | Bruno Tshibala                                                           | UDPS                                 | 7 avril 2017      | 26 août 2019      |
| Présidence de Félix Tshisekedi (2019-)          |                                                                          |                                      |                   |                   |
| Gouvernement Ilunga                             | Sylvestre Ilunga                                                         | PPRD                                 | 26 août 2019      | 28 janvier 2021   |
| Gouvernement Lukonde I                          | Jean-Michel Sama Lukonde Kyenge                                          | PPRD                                 | 15 février 2021   | 23 mars 2023      |
| Gouvernement Lukonde II                         | Jean-Michel Sama Lukonde Kyenge                                          | PPRD                                 | 24 mars 2023      | 20 mars 2024      |
| Gouvernement Suminwa                            | Judith Suminwa Tuluka                                                    | UDPS/Tshisekedi                      | 12 juin 2024      |                   |